# 徐吉
徐吉（？—？），字于靜，號月賓，四川成都府內江縣人，明朝政治人物。

## 生平
萬曆三十七年（1609年）己酉科四川鄉試第六十一名舉人，四十四年（1616年）丙辰科三甲四十六名進士，吏部觀政，授蒲城縣知縣，四十六年本省同考，四十七年（1619年）調渭南縣知縣，天啟二年（1622年）選授貴州道監察御史，三年巡视東城，四年巡按南直隸蘇松。六年（1626年）與應天巡撫毛一鷺在蘇州逮捕東林黨人周順昌等，遭到數萬民眾包圍，改巡按浙江。崇禎二年（1629年），因依附魏忠賢閹黨案，被免職为民。

## 家族
曾祖徐涑，儒官。祖父徐應元，知縣。父徐献策，庠生。

## 相關
- 五人墓